# Yves Camus
Yves Camus (ur. 13 maja 1930 w Nantes, zm. 27 czerwca 2025) – francuski lekkoatleta, sprinter, wicemistrz Europy z 1950.
Zdobył srebrny medal w sztafecie 4 × 100 metrów na mistrzostwach Europy w 1950 w Brukseli, przegrywając jedynie ze sztafetą radziecką. Sztafeta francuska biegła w składzie: Étienne Bally, Jacques Perlot, Camus i Jean-Pierre Guillon. Camus na tych mistrzostwach zajął również 6. miejsce w biegu na 200 metrów.
Na igrzyskach olimpijskich w 1952 w Helsinkach Camus zajął 5. miejsce w sztafecie 4 × 100 metrów (która biegła w składzie: Alain Porthault, Bally, Camus i René Bonino) i odpadł w ćwierćfinale biegu na 400 metrów.
Wystąpił w sztafecie 4 × 100 metrów na mistrzostwach Europy w 1954 w Bernie, ale odpadła ona w przedbiegach. Odpadł w eliminacjach biegu na 200 metrów na igrzyskach olimpijskich w 1956 w Melbourne.
Był mistrzem Francji w biegu na 400 metrów w 1952, wicemistrzem w biegu na 200 metrów w 1948, 1949 i 1950 oraz brązowym medalistą w biegu na 400 metrów w 1953 i 1956.
Dwukrotnie poprawiał rekord Francji w sztafecie 4 × 100 metrów do wyniku 40,8 s (26 lipca 1952 w Helsinkach).